# Nevcehle
Nevcehle là một làng thuộc huyện Jihlava, vùng Vysočina, Cộng hòa Séc.